# أسلام أباد (صحرا بردسكن)
أسلام أباد (بالفارسية: اسلام‌آباد) هي قرية تقع في إيران في قسم صحرا الريفي. يقدر عدد سكانها بـ 1,099 نسمة .